# Sportåret 1907

## Händelser

### Bandy
- 17 mars – På Gavleåns is vid Boulognerskogen i Gävle i Sverige spelas finalmatchen av det första svenska mästerskapet i bandy någonsin. IFK Uppsala vinner mot IFK Gefle med 4-1 (2-0).[1]
- Okänt datum – Ryska Sankt Petersburger AEV genomför sin Europaturné.[2]

### Baseboll
- 12 oktober - National League-mästarna Chicago Cubs vinner World Series med 4-0 i matcher (dessutom slutade en match oavgjord) över American League-mästarna Detroit Tigers.[3]

### Fotboll
- 6 oktober – Örgryte IS blir svenska mästare efter finalseger med 4–1 över IFK Uppsala. Matchen spelas på Stockholms idrottspark i Sverige.[4]

### Friidrott
- Thomas Longboat, Kanada vinner Boston Marathon.[5]

### Kanot
- Föreningen för Kanot-Idrott anordnar det första svenska mästerskapet i kanotpaddling. Segrare på den 1.500 meter långa sträckan blir Anders Pettersson, FKI.

### Tennis
- 23 juli – Australasien vinner International Lawn Tennis Challenge genom att finalbesegra Brittiska öarna med 3-2 i Wimbledon.[6]

## Evenemang
- 10 juni–30 augusti – Peking - Parisloppet.

## Födda
- 9 februari – Dit Clapper, kanadensisk ishockeyspelare.
- 14 februari – Sven "Vrålis" Andersson, svensk fotbollsspelare.
- 2 april – Harald Andersson, svensk idrottsman (boxning, bandy, tyngdlyftning och diskus).

## Avlidna
- 12 februari – Muriel Robb, 28, brittisk tennisspelare.
- 21 juni – Lena Rice, 41, irländsk tennisspelare.

## Bildade föreningar och klubbar
- 13 januari - Svenska klubben Degerfors IF grundas.[7]
- 4 juni – Svenska klubben Helsingborgs IF grundas.[8][7]
- 16 juni - Svenska klubben IS Halmia grundas.[7]
- 1 juli - Svenska klubben Åtvidabergs FF grundas.[7]
- 9 augusti - Svenska klubben IK Sirius från Uppsala grundas.[7]
- 19 augusti - Svenska klubben Motala AIF grundas.[7]
- 23 september – Svenska klubben IFK Skövde bildas vid ett möte på Västra folkskolan i Skövde.[9]
- 1 november - Svenska klubben IK City från Eskilstuna grundas.[7]

### Fotnoter
1. ↑  Erik Jonsson (17 mars 1907). ”1907–1919”. Svenska Bandyförbundet. Arkiverad från originalet den 14 februari 2015. https://web.archive.org/web/20150214185248/http://www.svenskbandy.se/BANDYFINALEN/HISTORIK/Svenskamastare/Herrar/1907-1919/. Läst 1 september 2011.
2. ↑  ”Nordiska spelen”. Bandytipset. https://www.oocities.org/~bandytips/Kalenderbiteri/Svetab/NS.html. Läst 2 september 2011.
3. ↑  ”1907 World Series” (på engelska). Baseball-Reference.com. http://www.baseball-reference.com/postseason/1907_WS.shtml. Läst 16 juli 2015.
4. ↑  Jimmy Lindahl (24 april 2000). ”Svenska mästare i fotboll 1896–1925”. Bolletinen. http://www.bolletinen.se/sfs/allsvenskan/sm1896.pdf. Läst 10 oktober 2011.
5. ↑  ”Boston Marathon”. Arkiverad från originalet den 27 april 2015. https://web.archive.org/web/20150427035419/http://www.baa.org/races/boston-marathon/boston-marathon-history/past-champions/past-mens-open-champions.aspx. Läst 9 april 2011.
6. ↑  ”Davis Cup”. http://www.daviscup.com/en/results/tie/details.aspx?tieId=10000594. Läst 20 augusti 2011.
7. 1 2 3 4 5 6 7  Martin Alsiö (24 april 2004). ”De allsvenska klubbarnas födelsedagar”. Bolletinen. http://www.bolletinen.se/sfs/allsvenskan/grundades.pdf. Läst 11 februari 2015.
8. ↑  ”Historik”. Helsingborgs IF. http://www.hif.se/om-hif/historik/. Läst 15 april 2011.
9. ↑  ”Historik”. IFK Skövde. 23 september 1907. Arkiverad från originalet den 5 oktober 2013. https://web.archive.org/web/20131005132434/http://www.ifkskovdehandboll.com/foreningen/foreningsstruktur/. Läst 15 april 2011.